# لينا فريد
لينا فريد (بالألمانية: Lena Christ) (و. 1881 – 1920 م) هي كاتِبة ألمانية، ولدت في غلون، توفيت في ميونخ، عن عمر يناهز 39 عاماً، بسبب تسمم بالسيانيد.

## وصلات خارجية
- لينا فريد على موقع IMDb (الإنجليزية)
- لينا فريد على موقع مونزينجر (الألمانية)
- لينا فريد على موقع كينوبويسك (الروسية)

- لينا فريد في قاعدة بيانات الأفلام على الإنترنت